# Cernay-lès-Reims
Cernay-lès-Reims é uma comuna francesa na região administrativa do Grande Leste, no departamento de Marne. Estende-se por uma área de 16.49 km², e possui 1.431 habitantes, segundo o censo de 2018, com uma densidade de 87 hab/km².